# Harmsdorf (Ostholstein)
Harmsdorf település Németországban, Schleswig-Holstein tartományban. Lakosainak száma 617 fő (2023. december 31.).

## Népesség
A település népességének változása:
| Lakosok száma | 680  | 645  | 653  | 624  | 613  | 617  |
|               | 1975 | 2017 | 2019 | 2021 | 2022 | 2023 |